# پایین محله گلرودبار
پایین محله گلرودبار، روستایی از توابع بخش مرکزی شهرستان لاهیجان در استان گیلان ایران است.

## جمعیت
این روستا در دهستان بازکیاگوراب قرار دارد و براساس سرشماری مرکز آمار ایران در سال ۱۳۸۵، جمعیت آن ۱۸۸ نفر (۵۸خانوار) بوده‌است.